# Mesamphisopus kensleyi
Mesamphisopus kensleyi är en kräftdjursart som beskrevs av Gouws 2008. Mesamphisopus kensleyi ingår i släktet Mesamphisopus och familjen Mesamphisopidae. Inga underarter finns listade i Catalogue of Life.